# Coupe de futsal de l'UEFA 2017-2018
Navigation
Édition précédente Édition suivante
La Coupe de futsal de l’UEFA 2017-2018 est la dix-septième édition — et la dernière sous cette appellation — de la Coupe de futsal de l'UEFA, la plus prestigieuse coupe européenne des clubs européens. Créée par l’UEFA, elle est ouverte aux clubs de futsal des associations membres de l’UEFA, qualifiés en fonction de leurs résultats en championnat.
La finale à quatre se déroule en avril 2018, dans le Pavillon Príncipe Felipe de Saragosse, approximativement à mi-chemin entre Madrid et Barcelone qui sont tous les deux représentés en demi-finales.

## Format de la compétition
Comme lors des éditions précédentes, les trois premiers tours de la coupe de futsal de l’UEFA se déroulent sous la forme d’une succession de mini-tournois à quatre équipes appelés tour préliminaire, tour principal et tour élite. Ces tournois toutes rondes se déroulent sur le terrain de l’une des équipes (notée H dans les tableaux qui suivent) et durent quatre jours dont un jour de repos.
Cependant, le tour principal est largement revu pour cette saison 2017-2018. Tout d’abord, aucun club n’en est désormais dispensé (ils étaient quatre jusque-là). De plus, il est scindé en deux voies différentes. D’une part, les quatre groupes de la voie A (que l’on peut assimiler à des poules hautes) réunissent 16 des 20 meilleures équipes et offrent trois places chacun pour le tour suivant. D’autre part, les quatre groupes de la voie B, dont seuls les vainqueurs poursuivent la compétition, rassemblent les équipes classées entre la 13e et la 16e place ainsi que celles au-delà de la 20e ou issues des groupes de qualification.
Les autres tours conservent le même fonctionnement que les saisons précédentes avec un seul qualifié par poule.
La dernière phase est une finale à quatre dont le lieu est désigné une fois tous les participants connus. Avec deux qualifiés espagnols, le Final Four est attribué à Saragosse. Les demi-finales sont suivies, deux jours après, du match pour la troisième place et de la finale.

### Calendrier
| Nom               | Tirage au sort  | Matchs                    | Participants        | Qualifiés |
| ----------------- | --------------- | ------------------------- | ------------------- | --------- |
| Tour préliminaire | 6 juillet 2017  | du 22 au 27 août 2017     | 32                  | 8         |
| Tour principal    | 6 juillet 2017  | du 10 au 15 octobre 2017  | 32 dont 24 entrants | 16        |
| Tour élite        | 19 octobre 2017 | du 21 au 26 novembre 2017 | 16                  | 4         |
| Phase finale      |                 | du 20 au 22 avril 2018    | 4                   | -         |

## Clubs participants
Chaque association membre de l'UEFA peut inscrire son champion national et, pour les trois meilleures associations (Espane, Russie et Portugal), le vice-champion. De plus, le tenant du titre est automatiquement qualifié quels que soient ses résultats dans le championnat domestique. L'Espagne, pays du champion d'Europe, comptant déjà deux inscrits, l'Italie, quatrième au classement, hérite d'une deuxième place qualificative.
Le tour d'entrée est déterminé par le coefficient du club, lui-même calculé en fonction des résultats précédents du club en question mais aussi des autres clubs de son pays. Il figure entre parenthèses dans la liste qui suit.

### Entrants au tour principal

#### Voie A
| Chapeau 1       | Chapeau 1 | Chapeau 2                    | Chapeau 2 | Chapeau 3            | Chapeau 3 | Chapeau 4               | Chapeau 4 |
| --------------- | --------- | ---------------------------- | --------- | -------------------- | --------- | ----------------------- | --------- |
| Inter FS C T    | 57.000    | ISK Dina Moscou              | 28.334    | Nikars Riga (en) C   | 16.500    | Luparense C/5 (en) C H  | 9.167     |
| Kairat Almaty C | 45.500    | Dinamo Moscou C              | 25.001    | ASD Pescara C/5 (en) | 16.500    | Brezje Maribor (en) C H | 7.833     |
| Sporting CP C   | 38.166    | EP Chrudim (en) C            | 19.502    | SC Braga/AAUM        | 15.833    | Stalitsa Minsk (ru) C H | 6.001     |
| FC Barcelone    | 37.667    | Economac Kragujevac (en) C H | 19.001    | ETO Győr (en) C      | 14.168    | MFC Kherson (ru) C      | 5.501     |

#### Voie B
| Chapeau 1                  | Chapeau 1 | Chapeau 2             | Chapeau 2 |
| -------------------------- | --------- | --------------------- | --------- |
| Slovan Bratislava (en) C H | 14.000    | Garges Djibson C      | 5.167     |
| Araz Nakhitchevan (en) C   | 13.001    | FC Deva (it) C H      | 4.834     |
| FSP Halle-Gooik C          | 11.000    | Sievi Futsal (it) C H | 4.834     |
| Nacional Zagreb (en) C H   | 10.001    | STU Telasi C          | 4.168     |

T : Tenant du titre

C : Champion national

H : Hôte 

### Entrants au tour préliminaire
| Chapeau 1                            | Chapeau 1 | Chapeau 2                      | Chapeau 2 | Chapeau 3                | Chapeau 3 | Chapeau 4                    | Chapeau 4 |
| ------------------------------------ | --------- | ------------------------------ | --------- | ------------------------ | --------- | ---------------------------- | --------- |
| KMF Shkupi C                         | 3.334     | KMF Titograd C                 | 1.584     | Sjarmtrollan IL (no) C H | 0.667     | Maccabi Futsal C             | 0.417     |
| Levski Sofia Zapad C                 | 2.875     | ZVV 't Knooppunt C             | 1.500     | København Futsal C H     | 0.584     | SP Tre Fiori Futsal C        | 0.251     |
| Helvécia Futsal Club (en) C          | 2.834     | Doukas SAC (it) C              | 1.500     | FC Leo C                 | 0.584     | Narva United FC (en) C       | 0.250     |
| BTS Rekord Bielsko-Biała (pl) C      | 2.501     | FCA Classic Chişinău C         | 1.375     | Transylvania Futsal C    | 0.584     | FC Differdange 03 C H        | 0.167     |
| Anorthosis Famagusta Futsal (en) C H | 2.500     | MNK Mostar SG Staklorad C H    | 1.334     | FC Encamp Futsal C       | 0.500     | Wrexham FC C                 | 0.084     |
| SSV Jahn 1889 Regensburg Futsal C    | 2.084     | IFK Uddevalla Futsal (en) C H  | 1.167     | FK Vytis Futsal C        | 0.500     | Futsal Minerva C H           | 0.000     |
| Flamurtari Vlorë Futsal (en) C       | 1.751     | Luxol St Andrews Futsal Club C | 1.167     | FC Diamant Linz C H      | 0.500     | TMT Futsal Club C            | 0.000     |
| FC Liburni Gjakovë (en) C            | 1.667     | FC Lynx C                      | 28.334    | Arnavutköy Belediye C    | 0.500     | Belfast United Futsal Club C | 0.000     |

C : Champion national

H : Hôte 

## Tour préliminaire

### Groupe A
| Rang | Équipe                    | Pts | J | G | N | P | Bp | Bc | Diff |  | Résultats                 |  |     |     |     |
| ---- | ------------------------- | --- | - | - | - | - | -- | -- | ---- |  | ------------------------- |  | --- | --- | --- |
| 1    | Futsal MinervaH           | 9   | 3 | 3 | 0 | 0 | 11 | 4  | +7   |  | Futsal MinervaH           |  | 4-1 | 4-1 | 3-2 |
| 2    | Helvécia Futsal Club (en) | 6   | 3 | 2 | 0 | 1 | 14 | 5  | +9   |  | Helvécia Futsal Club (en) |  |     | 6-1 | 7-0 |
| 3    | FC Lynx                   | 1   | 3 | 0 | 1 | 2 | 6  | 14 | -8   |  | FC Lynx                   |  |     |     | 4-4 |
| 4    | Transylvania Futsal       | 1   | 3 | 0 | 1 | 2 | 6  | 14 | -8   |  | Transylvania Futsal       |  |     |     |     |

### Groupe B
| Rang | Équipe                  | Pts | J | G | N | P | Bp | Bc | Diff |  | Résultats               |  |     |     |     |
| ---- | ----------------------- | --- | - | - | - | - | -- | -- | ---- |  | ----------------------- |  | --- | --- | --- |
| 1    | FC Liburni Gjakovë (en) | 9   | 3 | 3 | 0 | 0 | 20 | 7  | +13  |  | FC Liburni Gjakovë (en) |  | 7-2 | 7-3 | 6-2 |
| 2    | KMF Titograd            | 6   | 3 | 2 | 0 | 1 | 10 | 11 | -1   |  | KMF Titograd            |  |     | 3-2 | 5-2 |
| 3    | FK Vytis Futsal         | 1   | 3 | 0 | 1 | 2 | 8  | 13 | -5   |  | FK Vytis Futsal         |  |     |     | 3-3 |
| 4    | FC Differdange 03H      | 1   | 3 | 0 | 1 | 2 | 7  | 14 | -7   |  | FC Differdange 03H      |  |     |     |     |

### Groupe C
| Rang | Équipe                       | Pts | J | G | N | P | Bp | Bc | Diff |  | Résultats                    |  |     |     |     |
| ---- | ---------------------------- | --- | - | - | - | - | -- | -- | ---- |  | ---------------------------- |  | --- | --- | --- |
| 1    | Luxol St Andrews Futsal Club | 9   | 3 | 3 | 0 | 0 | 20 | 7  | +13  |  | Luxol St Andrews Futsal Club |  | 9-2 | 4-3 | 7-1 |
| 2    | KMF Shkupi                   | 6   | 3 | 2 | 0 | 1 | 15 | 15 | 0    |  | KMF Shkupi                   |  |     | 5-1 | 3-1 |
| 3    | Maccabi Futsal               | 3   | 3 | 1 | 0 | 2 | 7  | 10 | -3   |  | Maccabi Futsal               |  |     |     | 3-1 |
| 4    | FC Diamant LinzH             | 0   | 3 | 0 | 0 | 3 | 7  | 18 | -11  |  | FC Diamant LinzH             |  |     |     |     |

### Groupe D
| Rang | Équipe                          | Pts | J | G | N | P | Bp | Bc | Diff |  | Résultats                       |  |     |     |     |
| ---- | ------------------------------- | --- | - | - | - | - | -- | -- | ---- |  | ------------------------------- |  | --- | --- | --- |
| 1    | SSV Jahn 1889 Regensburg Futsal | 9   | 3 | 3 | 0 | 0 | 16 | 2  | +14  |  | SSV Jahn 1889 Regensburg Futsal |  | 3-1 | 5-0 | 8-1 |
| 2    | IFK Uddevalla Futsal (en)H      | 6   | 3 | 2 | 0 | 1 | 13 | 4  | +9   |  | IFK Uddevalla Futsal (en)H      |  |     | 4-1 | 8-0 |
| 3    | FC Encamp Futsal                | 1   | 3 | 0 | 1 | 2 | 2  | 10 | -8   |  | FC Encamp Futsal                |  |     |     | 1-1 |
| 4    | SP Tre Fiori Futsal             | 1   | 3 | 0 | 1 | 2 | 2  | 17 | -15  |  | SP Tre Fiori Futsal             |  |     |     |     |

### Groupe E
| Rang | Équipe                       | Pts | J | G | N | P | Bp | Bc | Diff |  | Résultats                    |  |     |      |      |
| ---- | ---------------------------- | --- | - | - | - | - | -- | -- | ---- |  | ---------------------------- |  | --- | ---- | ---- |
| 1    | MNK Mostar SG StakloradH     | 9   | 3 | 3 | 0 | 0 | 32 | 6  | +26  |  | MNK Mostar SG StakloradH     |  | 7-3 | 13-3 | 12-0 |
| 2    | Arnavutköy Belediye          | 6   | 3 | 2 | 0 | 1 | 23 | 10 | +13  |  | Arnavutköy Belediye          |  |     | 8-1  | 12-2 |
| 3    | Narva United FC (en)         | 3   | 3 | 1 | 0 | 2 | 8  | 24 | -16  |  | Narva United FC (en)         |  |     |      | 4-3  |
| 4    | Flamurtari Vlorë Futsal (en) | 0   | 3 | 0 | 0 | 3 | 5  | 28 | -23  |  | Flamurtari Vlorë Futsal (en) |  |     |      |      |

### Groupe F
| Rang | Équipe                            | Pts | J | G | N | P | Bp | Bc | Diff |  | Résultats                         |  |     |      |     |
| ---- | --------------------------------- | --- | - | - | - | - | -- | -- | ---- |  | --------------------------------- |  | --- | ---- | --- |
| 1    | FC Leo                            | 9   | 3 | 3 | 0 | 0 | 15 | 2  | +13  |  | FC Leo                            |  | 5-1 | 7-0  | 3-1 |
| 2    | Anorthosis Famagusta Futsal (en)H | 6   | 3 | 2 | 0 | 1 | 18 | 11 | +7   |  | Anorthosis Famagusta Futsal (en)H |  |     | 10-2 | 7-4 |
| 3    | FCA Classic Chişinău              | 3   | 3 | 1 | 0 | 2 | 9  | 21 | -12  |  | FCA Classic Chişinău              |  |     |      | 7-4 |
| 4    | Wrexham FC                        | 0   | 3 | 0 | 0 | 3 | 9  | 17 | -8   |  | Wrexham FC                        |  |     |      |     |

### Groupe G
| Rang | Équipe                        | Pts | J | G | N | P | Bp | Bc | Diff |  | Résultats                     |  |     |     |      |
| ---- | ----------------------------- | --- | - | - | - | - | -- | -- | ---- |  | ----------------------------- |  | --- | --- | ---- |
| 1    | BTS Rekord Bielsko-Biała (pl) | 9   | 3 | 3 | 0 | 0 | 30 | 6  | +24  |  | BTS Rekord Bielsko-Biała (pl) |  | 6-3 | 4-0 | 20-3 |
| 2    | København FutsalH             | 6   | 3 | 2 | 0 | 1 | 18 | 15 | +3   |  | København FutsalH             |  |     | 5-3 | 10-6 |
| 3    | Doukas SAC (it)               | 3   | 3 | 1 | 0 | 2 | 9  | 11 | -2   |  | Doukas SAC (it)               |  |     |     | 6-2  |
| 4    | Belfast United Futsal Club    | 0   | 3 | 0 | 0 | 3 | 11 | 36 | -25  |  | Belfast United Futsal Club    |  |     |     |      |

### Groupe H
| Rang | Équipe                | Pts | J | G | N | P | Bp | Bc | Diff |  | Résultats             |  |     |     |     |
| ---- | --------------------- | --- | - | - | - | - | -- | -- | ---- |  | --------------------- |  | --- | --- | --- |
| 1    | ZVV 't Knooppunt      | 9   | 3 | 3 | 0 | 0 | 16 | 8  | +8   |  | ZVV 't Knooppunt      |  | 3-2 | 6-4 | 7-2 |
| 2    | Levski Sofia Zapad    | 4   | 3 | 1 | 1 | 1 | 9  | 4  | +5   |  | Levski Sofia Zapad    |  |     | 1-1 | 6-0 |
| 3    | Sjarmtrollan IL (no)H | 4   | 3 | 1 | 1 | 1 | 8  | 9  | -1   |  | Sjarmtrollan IL (no)H |  |     |     | 3-2 |
| 4    | TMT Futsal Club       | 0   | 3 | 0 | 0 | 3 | 4  | 16 | -12  |  | TMT Futsal Club       |  |     |     |     |

## Tour principal

### Voie A

#### Groupe 1
| Rang | Équipe               | Pts | J | G | N | P | Bp | Bc | Diff |  | Résultats            |  |     |     |     |
| ---- | -------------------- | --- | - | - | - | - | -- | -- | ---- |  | -------------------- |  | --- | --- | --- |
| 1    | Stalitsa Minsk (ru)H | 9   | 3 | 3 | 0 | 0 | 16 | 10 | +6   |  | Stalitsa Minsk (ru)H |  | 5-3 | 6-4 | 5-3 |
| 2    | Kairat Almaty        | 6   | 3 | 2 | 0 | 1 | 15 | 8  | +7   |  | Kairat Almaty        |  |     | 5-1 | 7-2 |
| 3    | ASD Pescara C/5 (en) | 3   | 3 | 1 | 0 | 2 | 10 | 14 | -4   |  | ASD Pescara C/5 (en) |  |     |     | 5-3 |
| 4    | Dinamo Moscou        | 0   | 3 | 0 | 0 | 3 | 8  | 17 | -9   |  | Dinamo Moscou        |  |     |     |     |

#### Groupe 2
| Rang | Équipe               | Pts | J | G | N | P | Bp | Bc | Diff |  | Résultats            |  |     |     |     |
| ---- | -------------------- | --- | - | - | - | - | -- | -- | ---- |  | -------------------- |  | --- | --- | --- |
| 1    | Inter FS             | 9   | 3 | 3 | 0 | 0 | 12 | 2  | +10  |  | Inter FS             |  | 4-0 | 4-1 | 4-1 |
| 2    | ISK Dina Moscou      | 6   | 3 | 2 | 0 | 1 | 7  | 7  | 0    |  | ISK Dina Moscou      |  |     | 2-1 | 5-2 |
| 3    | SC Braga/AAUM        | 3   | 3 | 1 | 0 | 2 | 5  | 8  | -3   |  | SC Braga/AAUM        |  |     |     | 3-2 |
| 4    | Brezje Maribor (en)H | 0   | 3 | 0 | 0 | 3 | 5  | 12 | -7   |  | Brezje Maribor (en)H |  |     |     |     |

#### Groupe 3
| Rang | Équipe                    | Pts | J | G | N | P | Bp | Bc | Diff |  | Résultats                 |  |     |     |     |
| ---- | ------------------------- | --- | - | - | - | - | -- | -- | ---- |  | ------------------------- |  | --- | --- | --- |
| 1    | Sporting CP               | 9   | 3 | 3 | 0 | 0 | 15 | 4  | +11  |  | Sporting CP               |  | 3-2 | 5-1 | 7-1 |
| 2    | Economac Kragujevac (en)H | 6   | 3 | 2 | 0 | 1 | 8  | 6  | +2   |  | Economac Kragujevac (en)H |  |     | 4-2 | 2-1 |
| 3    | MFC Kherson (ru)          | 3   | 3 | 1 | 0 | 2 | 7  | 11 | -4   |  | MFC Kherson (ru)          |  |     |     | 4-2 |
| 4    | Nikars Riga (en)          | 0   | 3 | 0 | 0 | 3 | 4  | 13 | -9   |  | Nikars Riga (en)          |  |     |     |     |

#### Groupe 4
| Rang | Équipe              | Pts | J | G | N | P | Bp | Bc | Diff |  | Résultats           |  |     |     |     |
| ---- | ------------------- | --- | - | - | - | - | -- | -- | ---- |  | ------------------- |  | --- | --- | --- |
| 1    | FC Barcelone        | 7   | 3 | 2 | 1 | 0 | 12 | 3  | +9   |  | FC Barcelone        |  | 3-3 | 7-0 | 2-0 |
| 2    | Luparense C/5 (en)H | 5   | 3 | 1 | 2 | 0 | 10 | 5  | +5   |  | Luparense C/5 (en)H |  |     | 5-0 | 2-2 |
| 3    | ETO Győr (en)       | 3   | 3 | 1 | 0 | 2 | 6  | 16 | -10  |  | ETO Győr (en)       |  |     |     | 6-4 |
| 4    | EP Chrudim (en)     | 1   | 3 | 0 | 1 | 2 | 6  | 10 | -4   |  | EP Chrudim (en)     |  |     |     |     |

### Voie B
L'astérisque signale les clubs issus du tour préliminaire.

#### Groupe 5
| Rang | Équipe                   | Pts | J | G | N | P | Bp | Bc | Diff |  | Résultats                |  |     |     |     |
| ---- | ------------------------ | --- | - | - | - | - | -- | -- | ---- |  | ------------------------ |  | --- | --- | --- |
| 1    | Nacional Zagreb (en)H    | 9   | 3 | 3 | 0 | 0 | 18 | 6  | +12  |  | Nacional Zagreb (en)H    |  | 4-1 | 8-4 | 6-1 |
| 2    | FC Leo*                  | 4   | 3 | 1 | 1 | 1 | 11 | 13 | -2   |  | FC Leo*                  |  |     | 6-5 | 4-4 |
| 3    | FC Liburni Gjakovë (en)* | 3   | 3 | 1 | 0 | 2 | 15 | 18 | -3   |  | FC Liburni Gjakovë (en)* |  |     |     | 6-4 |
| 4    | Garges Djibson           | 1   | 3 | 0 | 1 | 2 | 9  | 16 | -7   |  | Garges Djibson           |  |     |     |     |

#### Groupe 6
| Rang | Équipe                         | Pts | J | G | N | P | Bp | Bc | Diff |  | Résultats                      |  |     |     |     |
| ---- | ------------------------------ | --- | - | - | - | - | -- | -- | ---- |  | ------------------------------ |  | --- | --- | --- |
| 1    | ZVV 't Knooppunt*              | 6   | 3 | 2 | 0 | 1 | 10 | 7  | +3   |  | ZVV 't Knooppunt*              |  | 6-4 | 3-1 | 1-2 |
| 2    | Slovan Bratislava (en)H        | 6   | 3 | 2 | 0 | 1 | 16 | 8  | +8   |  | Slovan Bratislava (en)H        |  |     | 5-2 | 7-0 |
| 3    | BTS Rekord Bielsko-Biała (pl)* | 3   | 3 | 1 | 0 | 2 | 4  | 8  | -4   |  | BTS Rekord Bielsko-Biała (pl)* |  |     |     | 1-0 |
| 4    | STU Telasi                     | 3   | 3 | 1 | 0 | 2 | 2  | 9  | -7   |  | STU Telasi                     |  |     |     |     |

#### Groupe 7
| Rang | Équipe                           | Pts | J | G | N | P | Bp | Bc | Diff |  | Résultats                        |  |     |     |     |
| ---- | -------------------------------- | --- | - | - | - | - | -- | -- | ---- |  | -------------------------------- |  | --- | --- | --- |
| 1    | FSP Halle-Gooik                  | 9   | 3 | 3 | 0 | 0 | 16 | 0  | +16  |  | FSP Halle-Gooik                  |  | 6-0 | 8-0 | 2-0 |
| 2    | SSV Jahn 1889 Regensburg Futsal* | 4   | 3 | 1 | 1 | 1 | 6  | 10 | -4   |  | SSV Jahn 1889 Regensburg Futsal* |  |     | 4-2 | 2-2 |
| 3    | Futsal Minerva*                  | 3   | 3 | 1 | 0 | 2 | 6  | 15 | -9   |  | Futsal Minerva*                  |  |     |     | 4-3 |
| 4    | Sievi Futsal (it)H               | 1   | 3 | 0 | 1 | 2 | 5  | 8  | -3   |  | Sievi Futsal (it)H               |  |     |     |     |

#### Groupe 8
| Rang | Équipe                        | Pts | J | G | N | P | Bp | Bc | Diff |  | Résultats                     |  |     |     |     |
| ---- | ----------------------------- | --- | - | - | - | - | -- | -- | ---- |  | ----------------------------- |  | --- | --- | --- |
| 1    | FC Deva (it)H                 | 6   | 3 | 2 | 0 | 1 | 13 | 8  | +5   |  | FC Deva (it)H                 |  | 6-3 | 5-2 | 2-3 |
| 2    | Araz Nakhitchevan (en)        | 6   | 3 | 2 | 0 | 1 | 14 | 12 | +2   |  | Araz Nakhitchevan (en)        |  |     | 6-4 | 5-2 |
| 3    | Luxol St Andrews Futsal Club* | 3   | 3 | 1 | 0 | 2 | 11 | 13 | -2   |  | Luxol St Andrews Futsal Club* |  |     |     | 5-2 |
| 4    | MNK Mostar SG Staklorad*      | 3   | 3 | 1 | 0 | 2 | 7  | 12 | -5   |  | MNK Mostar SG Staklorad*      |  |     |     |     |

## Tour élite
L'astérisque signale les clubs issus du tour préliminaire.

### Groupe A
| Rang | Équipe                   | Pts | J | G | N | P | Bp | Bc | Diff |  | Résultats                |  |     |     |     |
| ---- | ------------------------ | --- | - | - | - | - | -- | -- | ---- |  | ------------------------ |  | --- | --- | --- |
| 1    | FC Barcelone             | 9   | 3 | 3 | 0 | 0 | 12 | 3  | +9   |  | FC Barcelone             |  | 3-2 | 3-1 | 6-0 |
| 2    | Economac Kragujevac (en) | 6   | 3 | 2 | 0 | 1 | 14 | 9  | +5   |  | Economac Kragujevac (en) |  |     | 5-3 | 7-3 |
| 3    | ASD Pescara C/5 (en)H    | 3   | 3 | 1 | 0 | 2 | 13 | 9  | +4   |  | ASD Pescara C/5 (en)H    |  |     |     | 9-1 |
| 4    | ZVV 't Knooppunt*        | 0   | 3 | 0 | 0 | 3 | 4  | 22 | -18  |  | ZVV 't Knooppunt*        |  |     |     |     |

### Groupe B
| Rang | Équipe               | Pts | J | G | N | P | Bp | Bc | Diff |  | Résultats            |  |     |     |     |
| ---- | -------------------- | --- | - | - | - | - | -- | -- | ---- |  | -------------------- |  | --- | --- | --- |
| 1    | Sporting CPH         | 9   | 3 | 3 | 0 | 0 | 10 | 3  | +7   |  | Sporting CPH         |  | 3-2 | 3-1 | 4-0 |
| 2    | FSP Halle-Gooik      | 6   | 3 | 2 | 0 | 1 | 7  | 5  | +2   |  | FSP Halle-Gooik      |  |     | 3-1 | 2-1 |
| 3    | Nacional Zagreb (en) | 3   | 3 | 1 | 0 | 2 | 5  | 8  | -3   |  | Nacional Zagreb (en) |  |     |     | 3-2 |
| 4    | ISK Dina Moscou      | 0   | 3 | 0 | 0 | 3 | 3  | 9  | -6   |  | ISK Dina Moscou      |  |     |     |     |

### Groupe C
| Rang | Équipe              | Pts | J | G | N | P | Bp | Bc | Diff |  | Résultats           |  |     |     |     |
| ---- | ------------------- | --- | - | - | - | - | -- | -- | ---- |  | ------------------- |  | --- | --- | --- |
| 1    | ETO Győr (en)H      | 6   | 3 | 2 | 0 | 1 | 11 | 9  | +2   |  | ETO Győr (en)H      |  | 6-4 | 3-2 | 2-3 |
| 2    | Luparense C/5 (en)  | 6   | 3 | 2 | 0 | 1 | 15 | 11 | +4   |  | Luparense C/5 (en)  |  |     | 3-1 | 8-4 |
| 3    | MFC Kherson (ru)    | 3   | 3 | 1 | 0 | 2 | 10 | 9  | +1   |  | MFC Kherson (ru)    |  |     |     | 7-3 |
| 4    | Stalitsa Minsk (ru) | 3   | 3 | 1 | 0 | 2 | 10 | 17 | -7   |  | Stalitsa Minsk (ru) |  |     |     |     |

### Groupe D
| Rang | Équipe        | Pts | J | G | N | P | Bp | Bc | Diff |  | Résultats     |  |     |     |     |
| ---- | ------------- | --- | - | - | - | - | -- | -- | ---- |  | ------------- |  | --- | --- | --- |
| 1    | Inter FSH     | 9   | 3 | 3 | 0 | 0 | 14 | 4  | +10  |  | Inter FSH     |  | 5-3 | 7-0 | 2-1 |
| 2    | Kairat Almaty | 6   | 3 | 2 | 0 | 1 | 12 | 8  | +4   |  | Kairat Almaty |  |     | 4-1 | 5-2 |
| 3    | SC Braga/AAUM | 3   | 3 | 1 | 0 | 2 | 9  | 16 | -7   |  | SC Braga/AAUM |  |     |     | 8-5 |
| 4    | FC Deva (it)  | 0   | 3 | 0 | 0 | 3 | 8  | 15 | -7   |  | FC Deva (it)  |  |     |     |     |

## Phase finale
La finale à quatre se déroule en Espagne, dans le Pavillon Príncipe Felipe de Saragosse.
|  | Demi-finales        | Demi-finales        |                        |   | Finale              | Finale              |
|  | Demi-finales        | Demi-finales        |                        |   | Finale              | Finale              |
|  |                     |                     |                        |   |                     |                     |
|  | 20 avril, 18 heures | 20 avril, 18 heures |                        |   | 22 avril, 20 heures | 22 avril, 20 heures |
|  | 20 avril, 18 heures | 20 avril, 18 heures |                        |   | 22 avril, 20 heures | 22 avril, 20 heures |
|  | ETO Győr (en)       | 1                   |                        |   | 22 avril, 20 heures | 22 avril, 20 heures |
|  | ETO Győr (en)       | 1                   |                        |   | 22 avril, 20 heures | 22 avril, 20 heures |
|  | Sporting CP         | 6                   |                        |   | 22 avril, 20 heures | 22 avril, 20 heures |
|  | Sporting CP         | 6                   | Sporting CP            | 2 |                     |                     |
|  | 20 avril, 21 heures |                     | Sporting CP            | 2 |                     |                     |
|  |                     | Inter FS            | 5                      |   |                     |                     |
|  | Inter FS            | Inter FS            | 5                      | 2 |                     |                     |
|  | Inter FS            |                     |                        | 2 |                     |                     |
|  | FC Barcelone        | 1                   |                        |   |                     |                     |
|  | FC Barcelone        | 1                   | Match pour la 3e place |   |                     |                     |
|  |                     |                     |                        |   |                     |                     |
|  | 22 avril, 17 heures |                     |                        |   |                     |                     |
|  |                     |                     |                        |   |                     |                     |
|  | ETO Győr (en)       | 1                   |                        |   |                     |                     |
|  | ETO Győr (en)       | 1                   |                        |   |                     |                     |
|  | FC Barcelone        | 7                   |                        |   |                     |                     |
|  | FC Barcelone        | 7                   |                        |   |                     |                     |